# Mahito Yokota
Mahito Yokota (横田 真人, Yokota Mahito) est un compositeur musique de jeu vidéo et orchestrateur japonais qui travaille pour Nintendo. Il est surtout connu pour ses collaborations avec Koji Kondo dans Super Mario Galaxy, Super Mario Galaxy 2 et Super Mario 3D World,,. Yokota a rejoint Nintendo en 2003, après avoir travaillé en tant que concepteur sonore chez Koei.

## Travaux
| Jeux vidéo | Jeux vidéo                                     | Jeux vidéo              | Jeux vidéo                                  |
| Année      | Titre                                          | Rôle                    | Avec                                        |
| ---------- | ---------------------------------------------- | ----------------------- | ------------------------------------------- |
| 1998       | Sangokushi Sousouden                           | Composition/arrangement |                                             |
| 1999       | Saiyuki: Journey West                          | Effets sonores          |                                             |
| 2000       | Kessen                                         | Sound director          |                                             |
| 2001       | Kessen II                                      | Sound director          |                                             |
| 2002       | Dynasty Tactics                                | Sound director          |                                             |
| 2002       | Crimson Sea                                    | Sound director          |                                             |
| 2003       | Dynasty Warriors 4                             | Composition/arrangement | Plusieurs autres                            |
| 2004       | Donkey Kong Jungle Beat                        | Composition/arrangement |                                             |
| 2006       | The Legend of Zelda: Twilight Princess         | Orchestration           |                                             |
| 2007       | Super Mario Galaxy                             | Composition/arrangement | Koji Kondo                                  |
| 2008       | Wii Music                                      | Composition/arrangement | Kenta Nagata et Toru Minegishi              |
| 2010       | Super Mario Galaxy 2                           | Composition/arrangement | Ryo Nagamatsu et Koji Kondo                 |
| 2011       | The Legend of Zelda: Ocarina of Time 3D        | Adaptation              | Takeshi Hama                                |
| 2011       | Super Mario 3D Land                            | Composition/arrangement | Asuka Hayazaki et Takeshi Hama              |
| 2011       | The Legend of Zelda: Skyward Sword             | Composition/arrangement | Hajime Wakai, Shiho Fujii et Takeshi Hama   |
| 2012       | New Super Mario Bros.U                         | Composition/arrangement | Shiho Fujii                                 |
| 2013       | New Super Luigi U                              | Composition/arrangement | Shiho Fujii                                 |
| 2013       | Super Mario 3D World                           | Composition/arrangement | Toru Minegishi, Yasuaki Iwata et Koji Kondo |
| 2014       | Mario Kart 8                                   | Sound support           | Takahiro Watanabe                           |
| 2014       | Super Smash Bros. for Nintendo 3DS / for Wii U | Arrangement             | Plusieurs autres                            |
| 2014       | Captain Toad: Treasure Tracker                 | Composition/arrangement | Naoto Kubo                                  |
| 2015       | The Legend of Zelda: Majora's Mask 3D          | Adaptation              | Naoto Kubo                                  |
| 2015       | Mario Tennis: Ultra Smash                      | Music supervisor        | Koji Kondo                                  |
| 2016       | Mini Mario & Friends: Amiibo Challenge         | Music supervisor        | Plusieurs autres                            |
| 2017       | Super Mario Odyssey                            |                         |                                             |
| Films      |                                                |                         |                                             |
| Année      | Titre                                          | Rôle                    | Avec                                        |
| 2014       | Pikmin Short Movies                            | Composition/arrangement | Hajime Wakai                                |